# Jugum (accessoire)
Pour les articles homonymes, voir jugum.

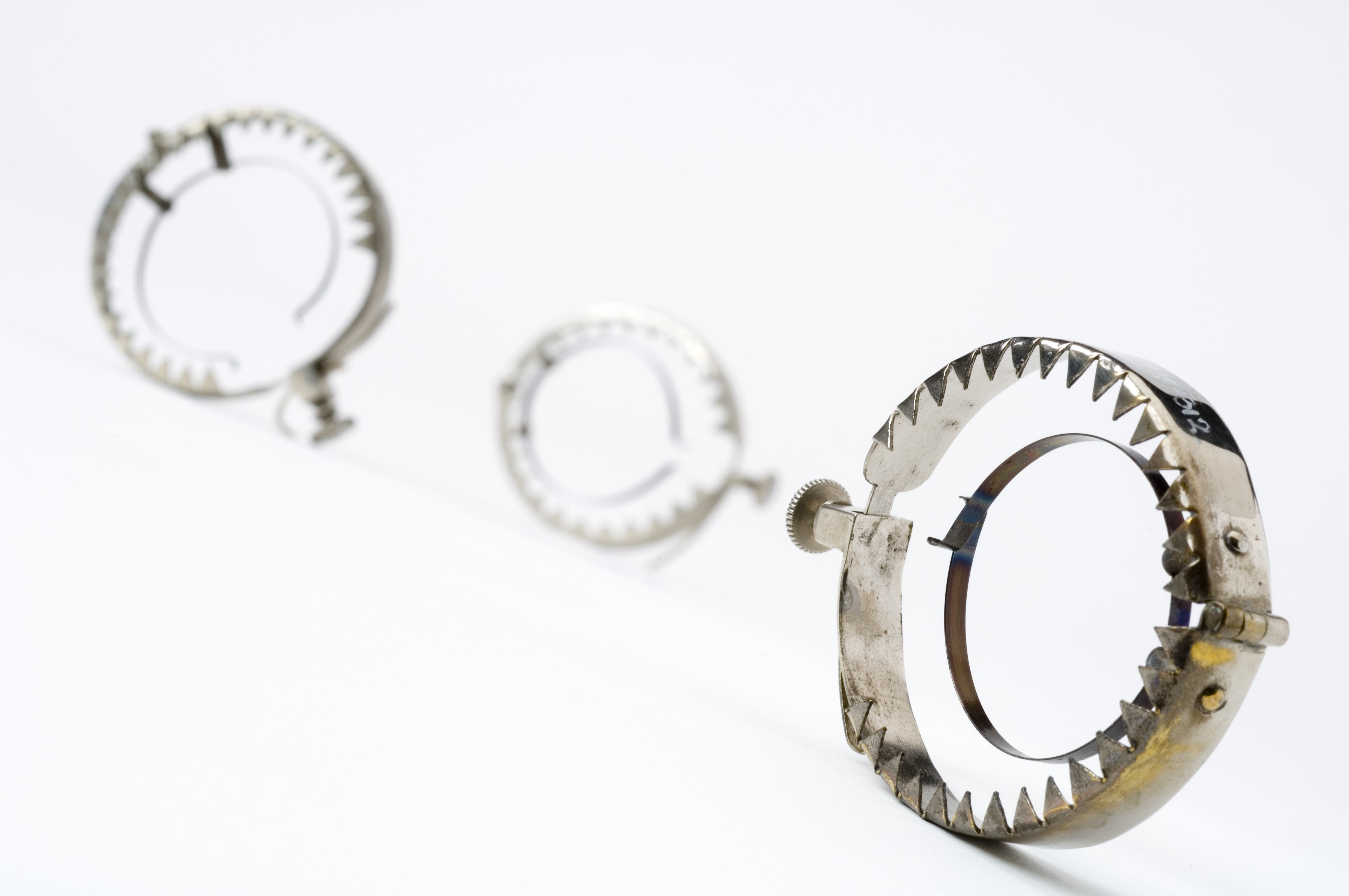
Modèles de jugums.

Un jugum (en anglais, jugum penis et pollutions ring) est un accessoire de contrainte sexuelle développé au cours du XVIIIe siècle. Il est constitué d'un double anneau enserrant le pénis. Il aurait été créé pour lutter contre la masturbation et guérir de la spermatorrhoea, perçue comme une maladie à l'époque.